# مالكوم ريد
مالكوم ريد (بالإنجليزية: Malcolm Reed)‏ هو لاعب كرة قدم أسترالية أسترالي، ولد في 11 فبراير 1958.

## وصلات خارجية
- مالكوم ريد على موقع AustralianFootball.com (الإنجليزية)
- مالكوم ريد على موقع AFLtables.com (الإنجليزية)